# Marco Findeisen
Marco Findeisen (* 1984 in Bad Soden am Taunus) ist ein deutscher Roman-Schriftsteller und freier Journalist.

## Leben
Marco Findeisen studierte Literaturwissenschaft und Geschichte in Gießen und schloss sein Studium 2014 mit Auszeichnung als Magister artium ab. 2008 veröffentlichte er seinen ersten Roman in der Fantasy-Serie „Das Schwarze Auge“, geschrieben gemeinsam mit Eevie Demirtel. Nach einer Fortsetzung erschien auch ein erster Roman in Alleinautorschaft, „Das Spiel der Türme“. Er war zudem an einigen Publikationen zum Rollenspiel „Das Schwarze Auge“ beteiligt.
In seiner Freizeit beschäftigt sich Findeisen mit Tanzsport bei der TSG Blau-Gold Gießen e. V. Findeisen lebt in Gießen. Politisch engagiert sich Findeisen bei der FDP, die er als Ortsbeirat in Frankfurt am Main vertritt.

## Werke
Romane
- Khunchomer Pfeffer – Schattenflüstern: Das Schwarze Auge, Roman Nr. 104, 2008, erschienen bei Fantasy Productions, ISBN 3-86889-167-6 (mit Eevie Demirtel)
- Khunchomer Pfeffer – Tod auf dem Mhanadi.: Das Schwarze Auge, Roman Nr. 136, 2011, erschienen bei Ulisses Spiele, ISBN 3-86889-810-7 (mit Eevie Demirtel)
- Die Türme von Taladur III – Das Spiel der Türme.: Das Schwarze Auge, Roman Nr. 140, 2012, erschienen bei Ulisses Spiele, ISBN 3-86889-208-7